# Dungen
Dungen (wym. /ˈdɵŋən/) – szwedzki zespół rockowy, założony w Sztokholmie.
Grupa prowadzona jest przez Gustava Ejstesa, który pisze muzykę, teksty, śpiewa i sam gra na głównych instrumentach. W skład kwartetu wchodzą też: Reine Fiske (poprzednio w: Landberk, Morte Macabre, Paatos, The Guild) grający na gitarze, basista Mattias Gustavsson (Life On Earth!) i perkusista Fredrik Björling (The Guild).

## Dyskografia

### Albumy
- Dungen (2001, Subliminal Sounds)
- Dungen 2 (2002, Subliminal Sounds)
- Stadsvandringar (2002, Dolores Recordings (SE) / Astralweeks (USA))
- Ta Det Lugnt (2004, Subliminal Sounds (SE) / Kemado (USA) / Dew Process (AUS))
- Tio Bitar (2007, Subliminal Sounds (SE) / Kemado (USA) / Dew Process (AUS) / Vroom Sound (JP))
- 4 (2008, Subliminal Sounds (SE) / Kemado (USA))
- Skilt i Allt (2010, Subliminal Sounds (SE) / Mexican Summer (USA))
- Allas Sak (2015, Smalltown Supersound (Nor) / Mexican Summer (USA))

### EP
- Tyst Minut (2005, Subliminal Sounds) (12" vinyl, zawarta też w reedycji Ta Det Lungt)
- Samtidigt (2009, Kemado) (edycja limitowana do 500 kopii; 12" vinyl rozprowadzany na koncertach grupy)

### Single
- Solen Stiger Upp (2002, Dolores Recordings) (CD)
- Stadsvandringar (2002, Dolores Recordings) (CD)
- Jag vill va’ som du / Har du vart’ i Stockholm? (2003, Dolores Recordings) (CD)
- Panda (2005, Memphis Industries)(CD, 7" vinyl)
- Festival (2006, Memphis Industries) (7" vinyl)
- Sätt Att Se (2008, Mexican Summer) (12" vinyl)
- Öga, Näsa, Mun (2011, Third Man Records) (7" vinyl)